# Bolbelasmus
Bolbelasmus es un género de coleópteros de la familia Geotrupidae (subfamilia Bolboceratinae). Incluye las siguientes especies:
- Bolbelasmus arcuatus
- Bolbelasmus bajaensis
- Bolbelasmus bocchus
- Bolbelasmus carinifrons
- Bolbelasmus coreanus
- Bolbelasmus gallicus
- Bolbelasmus horni
- Bolbelasmus krikkeni
- Bolbelasmus meridionalis
- Bolbelasmus minor
- Bolbelasmus minutus
- Bolbelasmus monticolus
- Bolbelasmus nativus
- Bolbelasmus nireus
- Bolbelasmus orientalis
- Bolbelasmus romanorum
- Bolbelasmus rotundipennis
- Bolbelasmus shibatai
- Bolbelasmus tauricus
- Bolbelasmus unicornis
- Bolbelasmus variabilis

## Galería

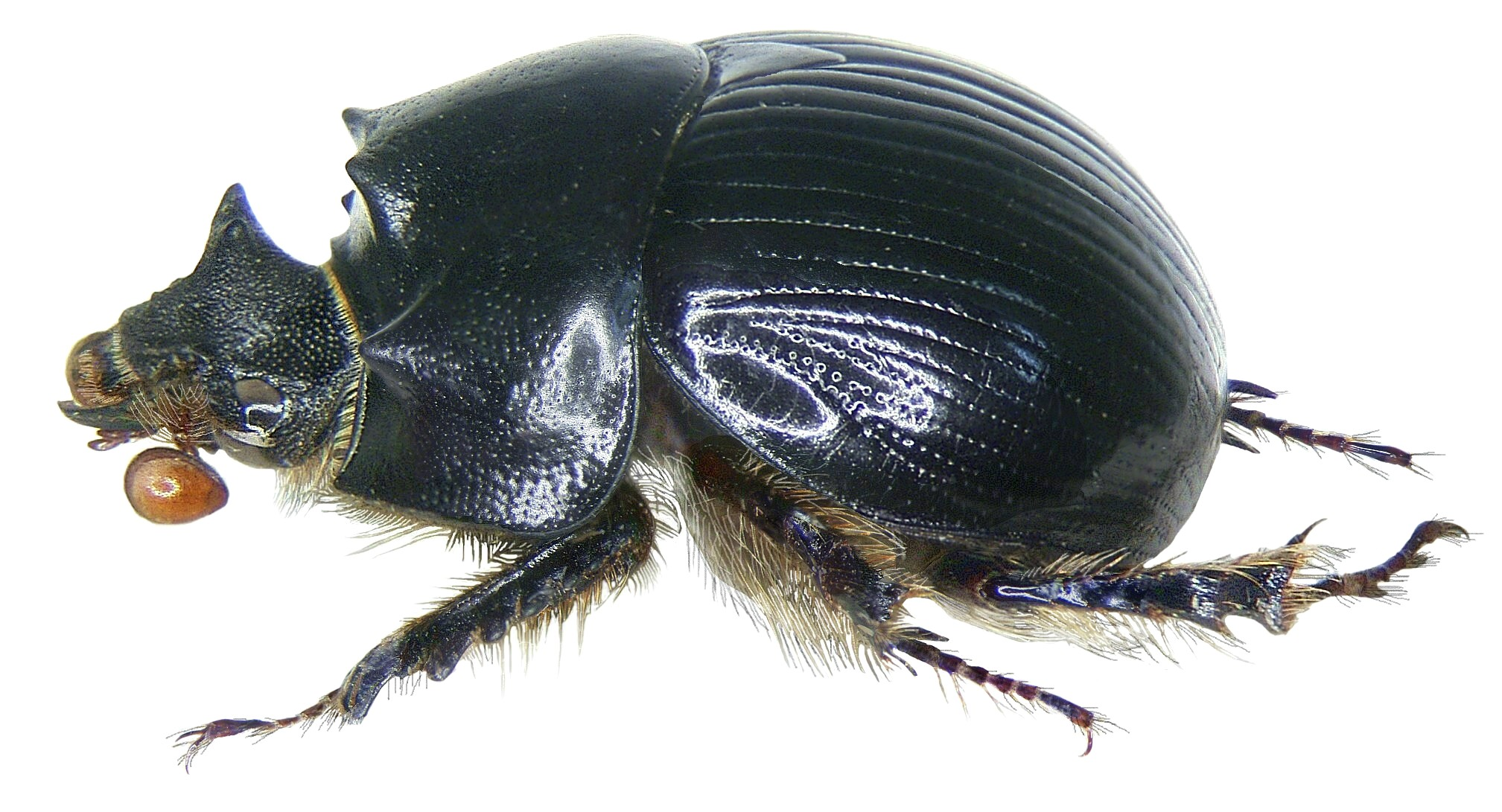
Bolbelasmus bocchus